# Ramzi Yousef
Ramzi Yousef (tiếng Ả Rập: رمزي يوسف Ramzī Yūsuf; sinh ngày 20 tháng 5 năm 1967) là một trong các thủ phạm chính của vụ đánh bom Trung tâm Thương mại Thế giới năm 1993, vụ đánh bom Chuyến bay 434 của Philippine Airlines, và là đồng mưu trong âm mưu Bojinka. Yousef bị cục tình báo Pakistan (ISI) và cục An ninh ngoại giao Hoa Kỳ (DSS), bắt giữ vào tháng 2 năm 1995, tại một nhà khách ở Islamabad, Pakistan, khi đang cho một quả bom vào trong một con búp bê, sau đó dẫn độ sang Hoa Kỳ.
Ramzi Yousef còn có họ hàng với Khalid Sheikh Mohammed, một thành viên cấp cao của al-Qaeda, bị cáo buộc là chủ mưu chính của vụ khủng bố vào ngày 11 tháng 9 năm 2001 tại Hoa Kỳ. Yousef hiện đang thụ án tù chung thân tại nhà tù ADX Florence, bang Colorado, Hoa Kỳ.